# Limit
Limit è un romanzo di fantascienza del 2009 dello scrittore tedesco Frank Schätzing. È stato candidato al Deutscher Science Fiction Preis 2010 (premio tedesco della fantascienza).
È stato pubblicato in italiano nel 2010.

## Ambientazione e struttura
Il romanzo si svolge tra il 19 maggio e l'8 giugno 2025 (con il prologo ambientato nel 2 agosto 2024) e segue due vicende distinte che si intrecceranno con il proseguire della storia. Il testo è strutturato in 16 capitoli (prologo compreso) con una narrazione lineare.

## Trama
La storia ha il suo inizio il 2 agosto del 2024, sulla Orley Space Station (OSS). Il tecnico astronauta Vic Thorn è chiamato a risolvere un problema che ha bloccato uno dei robot dell'enorme struttura. Una volta sul posto, però, il robot riprende improvvisamente la sua attività e Thorn viene colpito e scaraventato nello spazio aperto, con la tuta spaziale bucata, dove muore tragicamente.
La storia si sposta sulla paradisiaca Isla de las Estrellas, una splendida isola situata esattamente sull'equatore, dalla quale parte un avveniristico ascensore spaziale alto centinaia di chilometri, il quale collega l'isola con l'OSS. Sull'isola vengono invitate alcune persone di rilievo:
Oleg Rogacev, russo, uno dei più importanti industriali metallurgici, collegato al Cremlino; sua moglie Olympiada, con cui ha un pessimo rapporto; Evelyn Chambers, regina dei talk show americani; Finn O'Keefe, importante attore, noto per la parte di Perry Rodan in un famoso film, malinconico ma affascinante; Walo Ogi, imprenditore svizzero, con la sua bellissima moglie, l'albina Heidrun; Chuck Donohogue, gestore di numerosi alberghi e casinò, con la moglie Aileen; Marc Edwards, fondatore di una società di microchip quantistici, e la moglie Mimi Parker; Carl Hanna, imprenditore canadese, un ingresso dell'ultimo minuto in sostituzione di Gerald Palstein, miracolosamente sopravvissuto ad un attentato; Rebecca Hsu, fondatrice di una società che gestisce marchi di lusso; Eva Borelius e Karla Kramp, chirurghe di fama mondiale; Mukesh Nair, fondatore di una società di alimentari indiana con la moglie Sushma; Warren Locatelli, con la moglie Momoka, gestore di una società dedita all'energia solare. A gestire questa élite di ospiti è Lynn Orley, figlia di Julian Orley e sorella di Tim. 
È infatti il geniale Julian, capo della Orley Enterprise (una società multi-miliardaria e completamente autonoma), il responsabile della costruzione dell'ascensore spaziale, dell'OSS e di un innovativo hotel sulla luna (il Gaia Hotel) che intende presentare agli ospiti nei giorni successivi, in modo da ottenere i finanziamenti e la pubblicità per un grande progetto: l'estrazione dalla superficie lunare dell'Elio-3. Questo isotopo dell'elio, ricavato dalla regolite lunare, se usato come combustibile in appositi reattori nucleari a fusione sarebbe in grado di far uscire l'umanità dall'era del petrolio, essendo una fonte di energia pulita e semi-inesauribile.
Nel frattempo, a Shanghai, Cina, il detective informatico Owen Jericho è impegnato in uno spinoso caso di pedofilia, che riesce abilmente risolvere facendo arrestare il malvivente Animal Ma Liping. Dopo questo caso, viene raggiunto in casa da Chen Hongbing, un vecchio padre di famiglia, mandatogli dall'amico Tu Tian, proprietario milionario della Tu Technologies, perché possa aiutarlo a risolvere un problema: la figlia di Chen, Yuyun (chiamata da tutti Yoyo), è scomparsa da alcuni giorni. Jericho viene a conoscenza del passato da dissidente che la giovane (bellissima) non si è mai preoccupata di nascondere. Per prima cosa, Jericho chiede informazioni ai coinquilini di Yoyo, tra cui Grand Cherokee Wang, un ragazzo arrogante e pavoneggiante smanioso di denaro, che inventa di avere da offrirgli una storia, che gli avrebbe svelato il giorno successivo. Poco dopo, però, un altro pretendente alle preziose informazioni si fa avanti: si tratta di un certo Kenny Xin. Indeciso, Wang tenta di trarre vantaggio da entrambe le situazioni ma, la mattina dopo, Kenny lo uccide.
Jericho viene a sapere dell'omicidio di Wang grazie a Tu Tian. Grazie ad alcune informazioni ottenute dal suo avanzato computer, dotato di un'intelligenza artificiale abbastanza complessa e di comandi vocali (tanto che l'uomo si rivolge a esso come a una persona, chiamandola Diane), scopre che Yoyo dovrebbe trovarsi a Quyu, la squallida baraccopoli di Shanghai. In quel luogo il detective fa la conoscenza di Zhao Bide, aiutante di Yoyo, che insieme a lei fa parte del gruppo motociclistico "City Demons".  Jericho riesce, dopo qualche difficoltà, a scoprire dove si trova Yoyo e passa le informazioni a Zhao, ma poco dopo si ricorda tragicamente un particolare: aveva già visto Bide nei filmati di sorveglianza del grattacielo dove venne ucciso Grand Chereokee. Infatti Zhao è in realtà Kenny Xin, e ora si sta dirigendo verso il nascondiglio di Yoyo e dei City Demons. Però, quella di banda motociclistica è una copertura: infatti, i suoi membri sono parte di un gruppo di dissidenti informatici detto "I Guardiani". Kenny, accompagnato da due gregari, assale Yoyo, i Guardiani e Owen Jericho: nel cruento e feroce scontro che ne deriva, riesce a uccidere tutti i Guardiani tranne Yoyo, che, dopo un adrenalinico inseguimento a bordo di air-bike, riesce a fuggire con Jericho.
Intanto, gli Orley e i loro ospiti hanno finalmente raggiunto la Luna dopo un grandioso viaggio e sono atterrati alla stazione lunare americana, la Base Peary, situata al Polo Nord lunare. Da qui, un treno a levitazione magnetica chiamato Lunar Express li porta al Gaia Hotel. Questo è il più avveniristico albergo mai costruito: esternamente sembra una donna seduta, che dall'orlo di un dirupo guarda in alto, verso lo spazio stellato. Questo e altre meraviglie ingegneristiche sono rese possibili dalla ridotta gravità e dal materiale di costruzione, ricavato dalla regolite (calcestruzzo di regolite, lavorato per surriscaldamento e molto migliore di quello terrestre). Secondo i suoi costruttori, l'hotel deve rappresentare un "monumento alla gloria imperitura dell'umanità"; i migliori esperti di statica e design si impegnano al massimo per creare un capolavoro.
La permanenza prosegue senza particolari problemi, a parte evidenti segni di depressione di Lynn, fino a quando la prima notte di soggiorno Carl Hanna, l'imprenditore canadese, non effettua un'uscita notturna al di fuori di Gaia: sale sul Lunar Express, arriva in un luogo isolato e, trafficando con degli apparecchi, aggiusta un oggetto non specificato. Torna quindi a Gaia, ma qui incontra Julian Orley, che soffrendo d'insonnia stava passeggiando nottetempo per l'hotel. Casualmente il miliardario ha notato l'assenza del treno, ma Hanna riesce a convincerlo che deve aver visto male, e spiega la sua presenza li dicendo di aver avuto lo stesso problema di insonnia.

## Temi
I principali temi trattati sono lo scontro tra superpotenze per le risorse ambientali, quello ideologico tra Occidente e Oriente, l'uso delle fonti energetiche, la devastazione ambientale, la negazione della libertà d'espressione in Cina, la mercificazione dell'individuo e lo strapotere delle multinazionali nel mondo occidentale, l'imperialismo statunitense, la sempre maggiore invadenza dei mezzi di comunicazione di massa e delle realtà virtuali informatiche, lo sfruttamento dell'Africa, la dittatura maoista, l'intelligenza artificiale e il rapporto che l'uomo ha con mondi ostili. Altri temi ricorrenti sono la difficoltà di liberarsi del proprio passato; la nevrosi, che accomuna, pur in forme diverse, i personaggi di Lynn Orley e Kenny Xin e il difficile rapporto tra padre e figlio, che intercorre nelle coppie Lynn/Julian e Yoyo/Cheng Hongbing.
Nel romanzo si presta particolare attenzione alle nozioni scientifiche che vengono esposte. Si descrivono molte caratteristiche dell'ambiente lunare e dello spazio aperto (vengono descritti per esempio gli effetti delle variazioni di gravità sull'organismo umano, l'effetto dell'esposizione al vuoto di vari oggetti e si dibattono questioni come il vero colore della luna). Nel romanzo vengono descritte varie possibili tecnologie future come l'ascensore spaziale, gli ologrammi, realtà virtuali tridimensionali e i possibili sviluppi dell'intelligenza artificiale, immaginando computer capaci di conversare con gli esseri umani e che addirittura svolgono il ruolo di psicologi.

## Personaggi

### Famiglia Orley
Famiglia dell'uomo più ricco del mondo, Julian Orley, intorno a cui ruotano buona parte delle vicende del romanzo
- Julian Orley: multimiliardario imprenditore fondatore dell'Orley Emprises e ideatore dell'ascensore spaziale. Di fatto, con le sue politiche appoggia gli Stati Uniti. È un visionario e un benefattore dell'umanità, ma questo suo spirito lo porta a trascurare la famiglia.
- Lynn Orley: figlia di Julian, creatrice del Gaia Hotel. Il difficile rapporto con il padre le causeranno nevrosi ed esaurimento nervoso. Riuscirà a sventare i piani dell'Hydra, ma lo shock farà peggiorare le sue condizioni. Alla fine del romanzo, deciderà insieme al padre di ricostruire il loro rapporto.
- Tim Orley: figlio di Julian, rinuncia alla carriera imprenditoriale per fare l'insegnante. Avrà spesso litigi con il padre, accusandolo di voler manipolare le persone, di non essersi curato di Crystal durante la sua malattia e di trascurare i figli. Cercherà di proteggere Lynn da una ricaduta e il suo sostegno permetterà alla sorella di gestire la drammatica situazione messa in moto dall'Hydra.
- Crystal Orley: moglie di Julian, morta anni prima dell'inizio della storia dopo essere impazzita.
- Amber Orley: moglie di Tim.

### Ospiti di Julian Orley
- Eva Borelius
- Karla Kramp
- Evelyn Chambers
- Marc Edwards
- Mimi Parker
- Aileen Donoghue
- Chuck Donoghue
- Carl Hanna (pseudonimo di Neil Gabriel, infiltrato dell'Hydra)
- Rebecca Hsu
- Warren Locatelli
- Momoka Omura
- Walo Ögi
- Heidrun Ögi
- Finn O'Keefe
- Oleg Rogačëv
- Olympiada Rogačëva
- Miranda Winter
- Mukesh Nair
- Sushma Nair
- Bernard Tautou
- Paulette Tautou

### Staff del Gaia Hotel
- Anand Ashwini
- Peter Black
- Michio Funaki
- Nina Hedegaard:
- Alex Kokoshka: cuoco. Morirà a causa dell'incendio all'interno del Gaia Hotel e Dana dirà poi a Lynn che era lui il terrorista ad aver causato l'incendio.
- Dana Lawrence (infiltrata dell'Hydra, usa "Ebola" come pseudonimo): capo della sicurezza, in realtà infiltrata dell'Hydra. Sarà lei a coprire i filmati compromettenti sull'uscita di Carl Hanna e a causare il blocco delle comunicazioni. Organizzerà l'evacuazione dei Gaia Hotel a cui Lynn si opporrà e quindi cercherà di far passare Lynn per la terrorista dell'Hydra. Causerà l'incendio e il crollo del Gaia Hotel sparando a del combustibile, ma i suoi alibi sembreranno sempre meno credibili. Arriverà a uccidere il suo compagno Carl Hanna dopo che quest'ultimo ha inserito la mini-nuke all'interno della Base Peary. Dopo il fallimento del primo attentato, proverà ad azionare la bomba all'OSS, ma verrà infine scoperta da Lynn, che porterà la bomba con sé su un missile. Morirà in uno scontro con Julian Orley, tranciata dai cavi dell'ascensore spaziale.
- Sophie Thiel: vicedirettrice del Gaia Hotel. Riuscirà a scoprire che è stata Dana ad causare il blocco delle comunicazioni tra Terra e Luna e sarà per questo uccisa dalla terrorista.

### Membri del settore sicurezza della Orley Enterprises
- Edda Hoff
- Tom Merrick
- Andrew Norrington (infiltrato dell'Hydra)
- Jennifer Shaw

### Staff dell'OSS (Orley Space Station)
- Ed Haskin
- Laura Lurkin
- Kay Woodthorpe

### Equipaggio della base lunare americana Peary
- Jan Cripper
- Minnie deLucas
- Kyra Gore
- Annie Jagellovsk
- Jean-Jacques Laurie
- Tommy Wachowski
- Palmer Leland

### Equipaggio della base lunare d'estrazione cinese
- Jiā Kèquiáng
- Zhōu Jìnpíng
- Nán Móu

### Gruppo d'indagine di Jericho
- Owen Jericho: Inglese. Dopo essersi trasferito da Londra insieme ad una sua vecchia fiamma, vive a Shanghai. Dopo un momento di depressione dovuto all'essere stato lasciato, è riuscito, anche grazie al supporto del amico Tu Tian, a rimettersi in carreggiata intraprendendo la carriera di detective risolvendo molti casi legati a crimini informatici o che comunque richiedevano l'utilizzo della tecnologia informatica. Molto portato per l'apprendimento delle lingue ed esperto conoscitore della tecnologia è anche un abile tiratore e combattente corpo a corpo, è comunque una persona molto malinconica e sola anche se cerca di convincersi di bastare a se stesso. Viene ingaggiato dal padre di Yoyo per ritrovarla dopo la sua scomparsa poiché questi sospetta che possa essersi messa nei guai in quanto vicina ad un gruppo di Hacker attivisti avversi al governo cinesi. Scoprirà che effettivamente ci sono persone che danno la caccia alla ragazza poiché ella ha intercettato per errore le trasmissioni del gruppo Hydra. Riuscirà contemporaneamente a proteggere Yoyo e scoprire il piano che Hydra trama appena in tempo per informare Orley in modo da sventarlo. Poi indagando scoprirà anche il vero movente e la reale identità di Hydra.
- Tŭ Tiān
- Yoyo
- Diane
- Chén Hóngbīng

### Membri dei Guardiani
- Dàxióng
- Maggie
- Tony Sòng
- Yīn Zĭyí

### Membri di Greenwatch
- Sasan Hudsucker
- Loreena Keowa
- Sid Holland
- Stagista
- Sina

### Hydra
- Gerald Palstein (usa "Hydra" come pseudonimo)
- Kenny Xīn (usa anche l'identità di Zhao Bĭdé) Killer professionista,ex membro di un gruppo segreto di agenti usati per operazioni "speciali". Tiratore e cecchino infallibile, abilissimo nel travestimento. Ha una particolare nevrosi che lo spinge a cercare maniacalmente la simmetria in tutto ciò che vede, malgrado ciò non viene considerato pazzo anche se non si fa scrupolo ad uccidere chiunque intralci il suo operato. Dà la caccia a Yoyo e a tutti quelli che hanno anche solo indirettamente saputo del piano di Hydra. Durante il romanzo si scontrerà più volte con Jericho verso cui svilupperà uno strano sentimento di odio per l'essere costantemente intralciato ma anche di ammirazione. Quando il piano di Hydra salta, scappa e di lui non si sa più nulla.
- Lars Gudmundsson
- Vic Thorn
- Alejandro Ruiz
- Joe Sōng
- Già citati infiltrati all'interno dell'Orley Emprises

### Altri personaggi rilevanti
- Jan Kees Vogelaar/Andre Donner
- Nyela Donner
- Svenja Maas
- Juan Alfonso Mayé
- Juan Aristide Ndongo
- Teodoro Obiang
- Joanna Tŭ
- Gran Cherokee Wáng
- Páng Wáng Zhèng

## Edizioni
- Frank Schätzing, Limit, Editrice Nord, 2010,  p. 1370.